# Artis Pabriks
Artis Pabriks (nascut el 22 de març de 1966) és un polític letó, membre del Parlament Europeu.
El 1992 es va graduar en Història a la Universitat de Letònia i es va doctorar en ciència política a la Universitat d'Aarhus el 1996. Després d'acabar els estudis, va esdevenir el rector de la Universitat de Ciències Aplicades de Vidzeme, una institució de nova fundació a Valmiera. Va coescriure el llibre: Letònia: el repte del canvi (2001), que fou republicat posteriorment conjuntament amb volums sobre Lituània i Estònia, sota el títol Els Estats Bàltics: Estònia, Letònia i Lituània (2002). Ambdós foren publicats per l'editorial Routledge.
Pabriks fou un dels membres fundadors del Partit Popular el 1998 i va esdevenir membre del Saeima el març de 2004. Fou nomenat Ministre d'Afers Exteriors de Letònia el 21 de juliol de 2004, i va dimitir l'octubre de 2007 degut a desacords amb la direcció del Partit Popular, el qual va abandonar a continuació. El setembre de 2008 fou un dels membres fundadors del partit Societat pel Canvi Polític.
Fou professor visitant a la Universitat de Boğaziçi a Istanbul durant el primer semestre de l'any acadèmic 2009-2010.
Després de les eleccions legislatives de 2010, va entrar de nou al govern, en el càrrec de Ministre de Defensa.
El 2010 Pabriks va pretendre desbancar Spencer Oliver del càrrec de secretari general de general secretary de l'Assemblea Parlamentària de l'Organització per la Seguretat i la Cooperació Europea. Pabriks, amb el suport de la delegació letona, va dir que les regles de l'organització eren "bastant xocants des de la perspectiva d'una organització que està monitoritzant eleccions". S'hauria requerit la unanimitat menys un dels vots per fer fora Oliver, qui ocupava el càrrec de secretari general des de la creació de l'organisme el. Pabriks no va tenir èxit.
Fou elegit pel Parlament Europeu a les eleccions letones al Parlament Europeu de 2014.
El 20 de setembre de 2015 Pabriks va opinar sobre una possible independència de Catalunya, afirmant que no veia cap normativa comunitària que exclogués Catalunya automàticament de la Unió Europea en cas que aquesta es produís.